# Човекът от желязо
„Човекът от желязо“ (на полски: Człowiek z żelaza) е полски драматичен филм от 1981 година на режисьора Анджей Вайда по сценарий на Александър Сцибор-Рилски.
В центъра на сюжета е стачката в Гданската корабостроителница, организирана от профсъюза „Солидарност“, чийто лидер Лех Валенса участва във филма в епизодична роля. Главните роли се изпълняват от Йежи Радзивилович, Кристина Янда, Мариан Опаня. „Човекът от желязо“ е продължение на филма на Вайда „Човекът от мрамор“ (1977).
„Човекът от желязо“ печели наградата „Златна палма“ и е номиниран за „Оскар“ и „Сезар“ за най-добър чуждоезичен филм.